# Ilari Melart
Ilari Melart, född 11 februari 1989 i Helsingfors, är en finländsk professionell ishockeyspelare som spelar för Växjö lakers i SHL.

## Spelarkarriär
Säsongen 2006-07 spelade Melart 10 matcher för HIFK Hockeys J20-lag och ytterligare 21 matcher för deras J18-lag. Säsongen därefter gjorde han 21 matcher för J20-laget, vilket så småningom gav honom en plats i A-laget där han gjorde sin debut den 13 november 2008 borta mot Tappara.
Den 24 maj 2013 undertecknade Melart ett ettårigt kontrakt på ingångsnivå med Columbus Blue Jackets. Melart flyttade till Nordamerika för säsongen 2013-14 och skickades till Blue Jackets AHL-lag Springfield Falcons. Han gjorde sitt första AHL-mål mål den 23 november 2013 mot Hartford Wolf Pack. Melart hade dock svårt att befästa en plats på blålinjen och efter 24 matcher med Falcons valde Melart att bli omplacerad till Kontinental Hockey League för att spela för Jugra Chanty-Mansijsk. På 15 matcher gjorde han ett mål och fem poäng i Jugra som inte lyckades kvalificera sig för Gagarin Cup. Den 25 mars 2014 återvände Melart till Falcons för att fullgöra sitt kontrakt.
Efter säsongen valde Melart att göra en permanent övergång till Yugra den 19 maj 2014. I augusti 2014 drog Melarit på sig en knäskada under en träningsmatch som höll honom borta från spel i tre månader, därför spelade han endast 33 grundseriematcher under säsongen.
Den 25 maj 2015 skrev Melart på ett ettårskontrakt med Luleå Hockey i SHL. Han noterades för 27 poäng på 95 spelade matcher för Luleå.
Inför säsongen 2017/2018 skrev han på ett tvåårskontrakt med Färjestad BK.

## Spelarstatistik
| 2008–09      | HIFK                  | SM-l         | 27  | 1  | 1  | 2  | 62  | —  | — | — | — | —  |
| 2009–10      | HIFK                  | SM-l         | 13  | 1  | 0  | 1  | 47  | 2  | 0 | 0 | 0 | 0  |
| 2010–11      | HIFK                  | SM-l         | 20  | 1  | 1  | 2  | 94  | 6  | 0 | 1 | 1 | 2  |
| 2011–12      | HIFK                  | SM-l         | 36  | 2  | 3  | 5  | 132 | 2  | 1 | 0 | 1 | 0  |
| 2012–13      | HIFK                  | SM-l         | 50  | 7  | 11 | 18 | 80  | 7  | 0 | 0 | 0 | 29 |
| 2013–14      | Springfield Falcons   | AHL          | 31  | 1  | 2  | 3  | 30  | 1  | 0 | 0 | 0 | 0  |
| 2013–14      | Jugra Chanty-Mansijsk | KHL          | 15  | 1  | 4  | 5  | 22  | —  | — | — | — | —  |
| 2014–15      | Jugra Chanty-Mansijsk | KHL          | 33  | 5  | 1  | 6  | 38  | —  | — | — | — | —  |
| Liiga totalt | Liiga totalt          | Liiga totalt | 146 | 12 | 16 | 28 | 415 | 17 | 1 | 1 | 2 | 31 |
| KHL totalt   | KHL totalt            | KHL totalt   | 48  | 6  | 5  | 11 | 60  | —  | — | — | — | —  |